# Trebisht
Trebisht är en kommundel och tidigare kommun i Albanien.  Den ligger i Dibër prefektur i nordöstra delen av landet, 60 km öster om huvudstaden Tirana.
Omgivningarna runt Trebishtë är en mosaik av jordbruksmark och naturlig växtlighet.  Runt Trebisht är det glesbefolkat, med 10 invånare per kvadratkilometer.